# Ui LRT
Tuyến Ui-Sinseol hay được gọi là Ui-Sinseol LRT hoặc Ui LRT là một tuyến tàu điện ngầm hạng nhẹ, là một phần của Tàu điện ngầm Seoul. Đây là tuyến tàu điện ngầm nhanh 11,4 km (7,1 mi) từ Ui-dong đến Sinseol-dong ở phía bắc Seoul. Tuyến khai trương vào ngày 2 tháng 9 năm 2017. Tuyến này có 13 ga và kết nối với Tuyến 4 tại Ga đại học Nữ sinh Sungshin, Tuyến 6 tại ga Bomun, Tuyến 1&2 tại ga Sinseol-dong . Năm 2019, tuyến vận chuyển 27 triệu lượt hành khách, tương đương khoảng 75.000 lượt người mỗi ngày.
Tuyến sử dụng một đội tàu chuyên dụng gồm 18 đoàn tàu do Rotem, một thành viên của Hyundai Motor chế tạo. Mỗi đoàn tàu bao gồm các đoàn tàu 2 toa và chạy không người lái.

## Bản đồ tuyến
|  |

|  |

|  |

|  |

|  |

|  |

|  |

|  |

|  |

|  |

|  |

|  |  |  |

|  |  |  |

|  |  |  |  |  |

|  |  |  |  |  |  |  |

|  |  |  |

|  |

|  |

|  |

|  |

|  |

|  |

|  |

|  |

|  |

|  |

|  |

|  |  |  |

|  |  |  |

|  |  |  |  |  |

|  |  |  |  |  |  |  |

|  |  |  |

## Ga

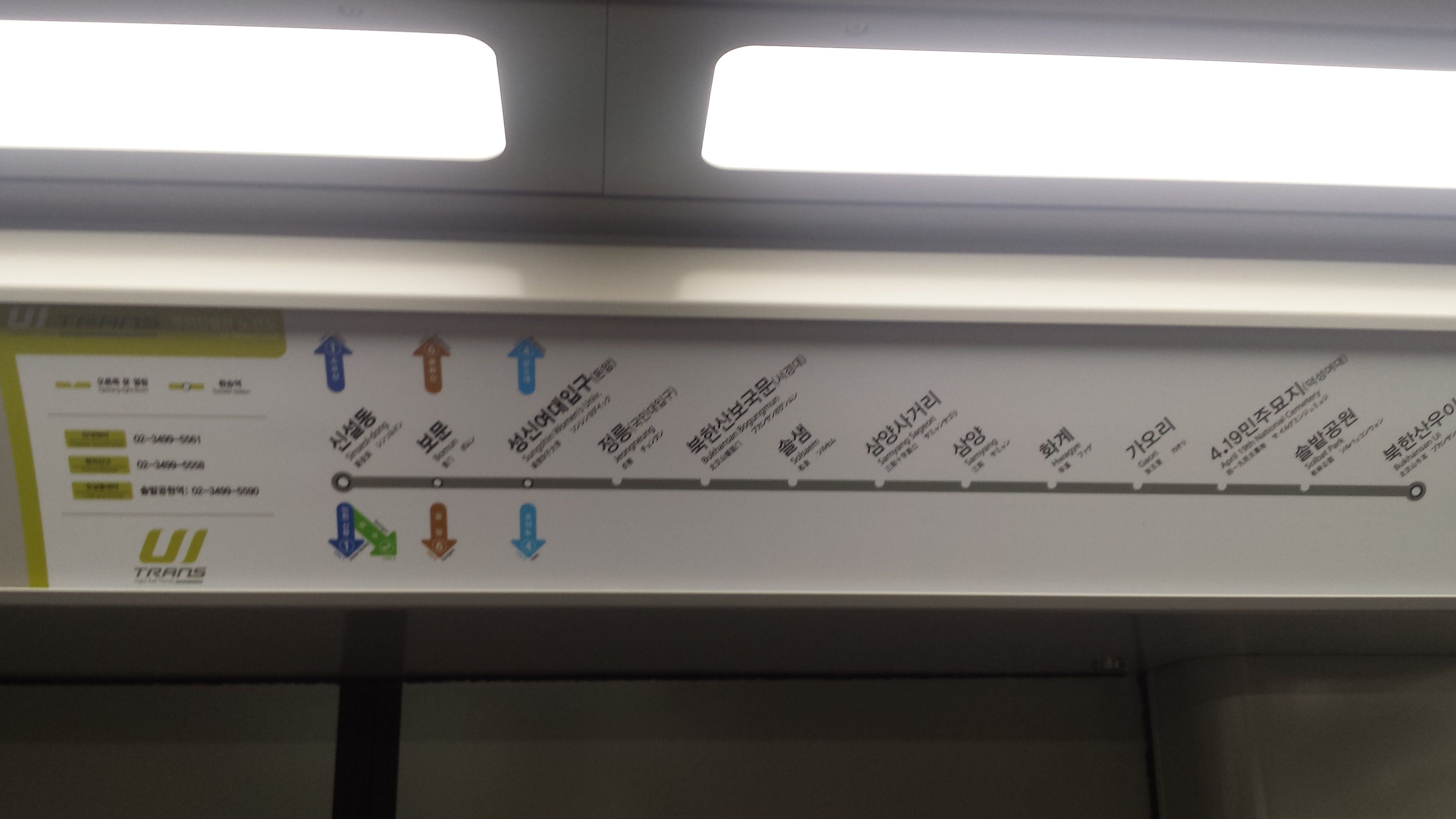
Bản đồ tuyến trên tất cả các tàu

Tất cả các ga đều nằm ở Seoul.
| Số ga | Tên ga                                                    | Tên ga                 | Tên ga             | Chuyển tuyến                        | Khoảng cách | Tổng khoảng cách | Vị trí | Vị trí        |
| Số ga | Tiếng Anh                                                 | Hangul                 | Hanja              | Chuyển tuyến                        | Khoảng cách | Tổng khoảng cách | Vị trí | Vị trí        |
| ----- | --------------------------------------------------------- | ---------------------- | ------------------ | ----------------------------------- | ----------- | ---------------- | ------ | ------------- |
|       |                                                           |                        |                    |                                     |             |                  |        |               |
| S110  | Bukhansan Ui (Doseonsa)                                   | 북한산우이(도선사입구) | 北漢山牛耳         |                                     | 0.0         | 0.0              | Seoul  | Gangbuk-gu    |
| S111  | Công viên Solbat                                          | 솔밭공원               | 松林公園           |                                     | 0.8         | 0.8              | Seoul  | Gangbuk-gu    |
| S112  | Nghĩa trang Quốc gia 19 tháng 4 (Đại học Nữ sinh Duksung) | 4.19민주묘지(덕성여대) | 4.19民主墓地       |                                     | 0.7         | 1.5              | Seoul  | Gangbuk-gu    |
| S113  | Gaori                                                     | 가오리                 | 加五里             |                                     | 0.9         | 2.4              | Seoul  | Gangbuk-gu    |
| S114  | Hwagye                                                    | 화계                   | 華溪               |                                     | 0.8         | 3.2              | Seoul  | Gangbuk-gu    |
| S115  | Samyang                                                   | 삼양                   | 三陽               |                                     | 0.8         | 4.0              | Seoul  | Gangbuk-gu    |
| S116  | Samyang Sageori                                           | 삼양사거리             | 三陽四거리         |                                     | 0.7         | 4.7              | Seoul  | Gangbuk-gu    |
| S117  | Solsaem                                                   | 솔샘                   | 松泉               |                                     | 0.8         | 5.5              | Seoul  | Gangbuk-gu    |
| S118  | Bukhansan Bogungmun (Đại học Seokyeong)                   | 북한산보국문(서경대)   | 北漢山輔國門       |                                     | 1.2         | 6.7              | Seoul  | Seongbuk-gu   |
| S119  | Jeongneung (Đại học Kookmin)                              | 정릉(국민대입구)       | 貞陵               |                                     | 1.2         | 7.9              | Seoul  | Seongbuk-gu   |
| S120  | Đại học Nữ sinh Sungshin (Donam)                          | 성신여대입구(돈암)     | 誠信女大入口(敦岩) | (418)                               | 1.2         | 9.1              | Seoul  | Seongbuk-gu   |
| S121  | Bomun                                                     | 보문                   | 普門               | (638)                               | 0.9         | 10.0             | Seoul  | Seongbuk-gu   |
| S122  | Sinseol-dong                                              | 신설동                 | 新設洞             | (126) (211-4) (Tuyến nhánh Seongsu) | 1.0         | 11.0             | Seoul  | Dongdaemun-gu |